# N159

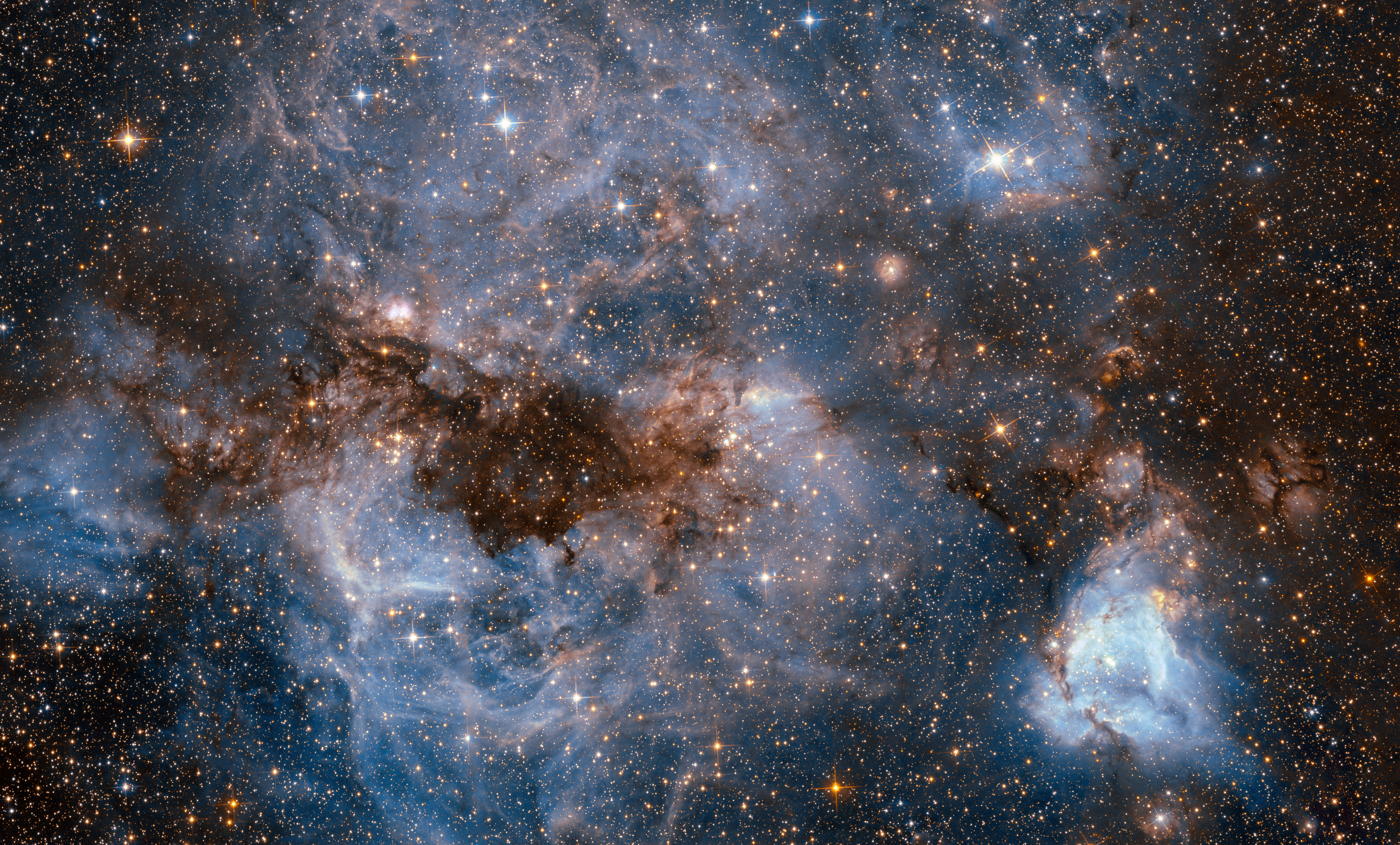
Nebel N159, fotografiert vom Hubble-Weltraumteleskop

N159 (auch als MC 77 bezeichnet) ist ein H-II-Gebiet in der Großen Magellanschen Wolke.
N159 wurde zum ersten Mal in einer Untersuchung über Emissionsnebel in der Großen Magellanschen Wolke von Karl Henize 1956 katalogisiert. Das Gebiet hat eine integrierte Leuchtkraft von L ≈ 9×106 L⊙ und eine Ausdehnung von ca. 50 pc. Dadurch hat sie eine größere Ausdehnung als andere H-II-Gebiete in der Milchstraße mit vergleichbaren Leuchtkräften. N159 befindet sich in einer Distanz von ungefähr 52 kpc. Im südlichen Bereich von N159 weist das Gebiet aktive Sternentstehungsgebiete auf. Diese befinden sich in etwa 600 pc bzw. 40 arcmin vom bekannteren Sternentstehungsgebiet 30 Doradus entfernt. Der Komplex beinhaltet zudem Molekülwolken und kompakte H-II Komponenten.
N159 zeigt außerdem eine ausgeprägte Emission im Ferninfrarot. 1981 wurde der erste extragalaktische Protostern N159-P1 in N159 entdeckt. Es handelt sich dabei um ein sehr kompaktes, im roten Farbbereich liegendes Objekt mit einer Leuchtkraft von L ≈ 2×104 L⊙. Sein Farbindex korrespondiert mit einer Farbtemperatur von ca. 850 K. Durch Staubvorkommen in N159 beträgt seine Extinktion Av=10 mag.
Untersuchung der CO-Emission in N159 offenbarten zudem drei Molekülkonzentrationen, welche jeder einer Riesenmolekülwolke entspricht: N159-E, N159-W und N159-S. N159-E gehört der zentralen, größeren H-II-Region von N159 an, während N159-W eher kleinere H-II-Gebiete aufweist. Im Gegensatz dazu besitzt N159-S nur sehr schwach diffuse H-II-Gebiete und zeigt Anzeichen auf die Entstehung von Sternhaufen. Diese Gebiete besitzen alle eine vergleichbare Radialgeschwindigkeit von vr = 234.1–238.5 km s−1. Daher wird davon ausgegangen, dass sie auch physikalisch miteinander korrelieren.